# Mistrovství světa v ledním hokeji 1999
63. Mistrovství světa v ledním hokeji 1999 se konalo v Norsku v Lillehammeru, Hamaru a Oslu ve dnech 1. května – 16. května 1999. Mistrovství vyhrál výběr Česka.
Mistrovství se zúčastnilo 40 mužstev, rozdělených podle výkonnosti do čtyř skupin. V A-skupině startovalo šestnáct účastníků, rozdělených do čtyř čtyřčlenných skupin, z nichž první dva týmy postoupily do dvou čtvrtfinálových skupin, týmy z prvního a druhého místa postoupily do play off. Týmy, které skončily v základní skupině na třetím místě, hrály ve skupině o 9. až 12. místo. Mužstva, které skončila v základní skupině na čtvrtém místě a ve skupině o 9. - 12. místo na 11. a 12. místě, hrála s prvními třemi týmy Mistrovství světa skupiny B kvalifikaci o postup do skupiny A mistrovství světa 1999. Japonsko hrálo v Asijské kvalifikaci.

## Stadiony
| Oslo                        | Hamar                                      | Lillehammer                  |
| Jordal Amfi Kapacita: 4 500 | Hamar Olympic Amphitheatre Kapacita: 6 000 | Håkons Hall Kapacita: 11 500 |
|                             |                                            |                              |

## Výsledky a tabulky

### Skupina A
|    |           | CAN | SVK | NOR | ITA | V | R | P | Skóre | B |
| 1. | Kanada    | *** | 3:2 | 4:2 | 5:2 | 3 | 0 | 0 | 12:6  | 6 |
| 2. | Slovensko | 2:3 | *** | 8:2 | 7:4 | 2 | 0 | 1 | 17:9  | 4 |
| 3. | Norsko    | 2:4 | 2:8 | *** | 5:2 | 1 | 0 | 2 | 9:14  | 2 |
| 4. | Itálie    | 2:5 | 4:7 | 2:5 | *** | 0 | 0 | 3 | 8:17  | 0 |

 Slovensko -  Kanada	2:3 (0:2, 2:1, 0:0)
1. května 1999 (14:00) – Hamar (Hamar OL-amfi)

Branky Slovensko: 29. Ivan Droppa, 27. Jozef Daňo.

Branky Kanady: 3. Brian Savage, 9. Stphane Quintal, 24. Sean O´Donnell.

Rozhodčí: Dell - Bruun, Thuden

Vyloučení: 4:5 (1:0)

Diváků: 3 656
 Norsko -  Itálie	5:2 (1:0, 2:2, 2:0)
1. května 1999 (18:00) – Hamar (Hamar OL-amfi)

Branky Norska: 11. Vikingstad, 26. Skroder, 34. Manskow, 54. Andersen, 56. Andersen

Branky Itálie: 28. Topatigh, 36. Comploi

Rozhodčí: Radbjer (SWE) - Český (CZE), Lauff (SVK)

Vyloučení: 4:5

Diváků: 4 984
 Itálie -  Slovensko 	4:7 (0:1, 2:5, 2:1)
3. května 1999 (16:00) – Hamar (Hamar OL-amfi)

Branky Itálie: 29:45 Bartolone, 34:29 Bartolone, 46:13 Bartolone, 48:59 Busillo

Branky Slovenska: 11:57 Ľubomír Kolník, 24:32 Ján Pardavý, 33:11 Marián Hossa, 35:14 Jozef Daňo, 36:22 Ľubomír Kolník, 39:56 Žigmund Pálffy, 58:01 Zdeno Cíger.

Rozhodčí: Müller – Bulanov, Vasko

Vyloučení: 10:11 (3:4)

Diváků: 2 198
 Kanada -  Norsko 	4:2 (1:1, 2:0, 1:1)
3. května 1999 (20:00) – Hamar (Hamar OL-amfi)

Branky Kanady: 3:11 Stphane Quintal, 31:22 Scott Thornton, 36:10 Rob Blake, 56:56 Adam Graves.

Branky Norska: 8:30 Jakobsen, 41:04 Nilsen

Rozhodčí: Kurmann (SUI) – Odinš (LAT), Takahaši (JPN)

Vyloučení: 7:7 (1:0) + Ray Whitney 10 min.

Diváků: 5 035
 Kanada -  Itálie		5:2 (4:0, 1:1, 0:1)
5. května 1999 (16:00) – Hamar (Hamar OL-amfi)

Branky Kanady: 4:11 Stphane Quintal, 9:12 Brian Savage, 18:09 Cory Stillman, 18:45 Rob Niedermayer, 36:13 Bryan McCabe.

Branky Itálie: 32:53 Busillo, 40:57 Busillo

Rozhodčí: Šindler (CZE) – Odinš (LAT), Takahaši (JPN)

Vyloučení: 8:7 (1:0)

Diváků: 3 610
 Norsko -  Slovensko 	2:8 (1:3, 1:2, 0:3)
5. května 1999 (20:00) – Hamar (Hamar OL-amfi)

Branky Norska: 17:05 Skroder, 27:34 Andersen

Branky Slovenska: 1:07 Marián Hossa, 2:39 Žigmund Pálffy, 7:05 Ľubomír Kolník, 30:31 Žigmund Pálffy, 34:44 Marián Hossa, 40:22 Žigmund Pálffy, 45:49 Marián Hossa, 50:43 Jozef Daňo.

Rozhodčí: Savolainen – Bruun (FIN), Thudén (SWE)

Vyloučení: 6:5 (1:3)

Diváků: 4 188

### Skupina B
|    |           | SWE | SUI | LAT | FRA | V | R | P | Skóre | B |
| 1. | Švédsko   | *** | 6:1 | 4:3 | 4:1 | 3 | 0 | 0 | 14:5  | 6 |
| 2. | Švýcarsko | 1:6 | *** | 5:3 | 6:0 | 2 | 0 | 1 | 12:9  | 4 |
| 3. | Lotyšsko  | 3:4 | 3:5 | *** | 8:5 | 1 | 0 | 2 | 14:14 | 2 |
| 4. | Francie   | 1:4 | 0:6 | 5:8 | *** | 0 | 0 | 3 | 6:18  | 0 |

 Lotyšsko -  Švýcarsko	3:5 (2:1, 1:3, 0:1)
2. května 1999 (14:00) – Oslo (Jordal Amfi)

Branky Lotyšska: 5:13 Semjonovs, 14:44 Kerčs, 35:37 Maticins

Branky Švýcarska: 0:50 Mathias Seger, 25:23 Mark Streit, 36:36 Mattia Baldi, 38:39 Marcel Jenni, 53:44 Marcel Jenni.

Rozhodčí: Šindler – Český (CZE), Lauff (SVK)

Vyloučení: 6:10 (2:0) + Znaroks na 10 min.

Diváků: 1 803
 Francie -  Švédsko	1:4 (0:1, 0:2, 1:1)
2. května 1999 (18:00) – Oslo (Jordal Amfi)

Branky Francie: 53:20 Briand

Branky Švédska: 14:57 Niklas Sundström, 34:28 Daniel Alfredsson, 36:37 Niklas Sundström, 54:10 Pär Djoos.

Rozhodčí: Karabanov (RUS) – Odinš (LAT), Takahaši (JPN)

Vyloučení: 8:4 (1:0)

Diváků: 2 515
 Lotyšsko -  Francie 	8:5 (2:3, 2:2, 4:0)
4. května 1999 (16:00) – Oslo (Jordal Amfi)

Branky Lotyšska: 2:29 Cipruss, 15:25 Žoltoks, 21:00 Beljavskis, 27:24 Niživijs, 44:07 Semjonovs, 47:34 Beljavskis, 55:39 Cipruss, 59:45 Cipruss

Branky Francie: 12:41 Ouellet, 16:00 Briand, 18:28 Bozon, 34:33 Perez, 37:37 Allard

Rozhodčí: Mihálik – Lauff (SVK), Český (CZE)

Vyloučení: 11:13 (4:2) + Poudrier na 5 min a do konce utkání.

Diváků: 4 262
 Švédsko -  Švýcarsko		6:1 (2:0, 4:0, 0:1)
4. května 1999 (20:00) – Oslo (Jordal Amfi)

Branky Švédska: 0:30 Markus Näslund, 3:41 Niklas Sundström, 24:44 Daniel Alfredsson, 26:27 Markus Näslund, 36:26 Markus Näslund, 39:59 Jan Larsson.

Branky Švýcarska: 56:04 Patrick Fischer.

Rozhodčí: Müller (GER) – Bulanov (RUS), Vasko (BLR)

Vyloučení: 8:13 (2:0) + Christer Olsson na 10 min.

Diváků: 4 806
 Švýcarsko -  Francie 	6:0 (3:0, 2:0, 1:0)
6. května 1999 (16:00) – Oslo (Jordal Amfi)

Branky Švýcarska: 11:16 Patrick Fischer, 15:00 Mark Streit, 15:33 Mark Streit, 35:45 Patrick Fischer, 36:41 Patric Della Rossa, 52:28 Reto von Arx.

Rozhodčí: Auger (CAN) – Odinš (LAT), Takahaši (JPN)

Vyloučení: 9:10 (3:0, 1:0)

Diváků: 2 753
 Švédsko -  Lotyšsko 	4:3 (1:1, 2:0, 1:2)
6. května 1999 (20:00) – Oslo (Jordal Amfi)

Branky Švédska: 5:49 Niklas Sundström, 31:33 Michael Nylander, 36:19 Samuel Påhlsson, 49:21 Pär Djoos.

Branky Lotyšska: 13:47 Fanduls, 50:13 Čudinovs, 51:38 Žoltoks

Rozhodčí: Dell (USA) – Český (CZE), Lauff (SVK)

Vyloučení: 10:12 (2:2, 0:1) + Markus Näslund na 10 min.

Diváků: 4 795

### Skupina C
|    |          | CZE  | USA | AUT | JPN  | V | R | P | Skóre | B |
| 1. | Česko    | ***  | 4:3 | 7:0 | 12:2 | 3 | 0 | 0 | 23:5  | 6 |
| 2. | USA      | 3:4  | *** | 5:2 | 7:1  | 2 | 0 | 1 | 15:7  | 4 |
| 3. | Rakousko | 0:7  | 2:5 | *** | 4:2  | 1 | 0 | 2 | 6:14  | 2 |
| 4. | Japonsko | 2:12 | 1:7 | 2:4 | ***  | 0 | 0 | 3 | 5:23  | 0 |

 Česko -  Rakousko 7:0 (2:0, 3:0, 2:0)
1. května 1999 (14:00) – Oslo (Jordal Amfi)

Branky Česka: 7. Tomáš Vlasák, 14. David Výborný, 29. Libor Procházka, 36. Libor Procházka, 40. Viktor Ujčík, 49. František Kaberle, 57. Jan Hlaváč.

Rozhodčí: Auger – Cloutier (CAN), Garofalo (USA)

Vyloučení: 6:8 (4:0)

Diváků: 626
Česko: Roman Čechmánek – Libor Procházka, František Kaberle, Jaroslav Špaček, František Kučera, Pavel Kubina, Ladislav Benýšek – Martin Ručinský, Pavel Patera, Martin Procházka – Viktor Ujčík, David Výborný, Jan Hlaváč – Jan Čaloun, Roman Šimíček, Tomáš Vlasák – Radek Dvořák, David Moravec, Roman Meluzín.
Rakousko: Divis – Hohenberger, Unterlaugger, Lavoie, Searle, Kasper, Ulrich, Lakos, Güntner – Trattnig, Pusnik, Nasheim – Kalt, Ressmann, Podloski – Perthaler, Schaden, Brandner – Lanzinger, Krumpschmid, König.
 USA -  Japonsko	7:1 (3:0, 2:1, 2:0)
1. května 1999 (18:00) – Oslo (Jordal Amfi)

Branky USA: 2. Tom Bissett, 14. Ted Donato, 19. Trent Klatt, 32. Barry Richter, 40. Eric Weinrich, 49. Dan Keczmer, 56. Tom Bissett.

Branky Japonska: 36. Sakai

Rozhodčí: Kurmann (SUI) - Bulanov (RUS), Vasko (BEL)

Vyloučení: 3:3 (0:1)

Diváků: 536
 Česko -  Japonsko	12:2 (4:2, 7:0, 1:0)
3. května 1999 (16:00) – Oslo (Jordal Amfi)

Branky Česka: 3:25 Martin Procházka, 4:03 Viktor Ujčík, 11:15 David Výborný, 19:30 Libor Procházka, 20:34. František Kaberle, 25:19 Jan Hlaváč, 29:15 Jan Čaloun, 31:46 Jan Hlaváč, 35:35 Martin Ručinský, 37:17 Viktor Ujčík, 38:04 Jan Čaloun, 56:27 Libor Procházka.

Branky Japonska: 1:23. Jahata, 17:07 Suzuki

Rozhodčí: Savolainen (FIN) – Garsjö (NOR), Mandioni (SUI)

Vyloučení: 4:7 (4:0)

Diváků: 1 025
Česko: Roman Čechmánek – Libor Procházka, František Kaberle, Jaroslav Špaček, František Kučera, Pavel Kubina, Ladislav Benýšek, Jiří Vykoukal – Martin Ručinský, Pavel Patera, Martin Procházka – Viktor Ujčík, David Výborný, Jan Hlaváč – Jan Čaloun, Roman Šimíček, Tomáš Vlasák – Radek Dvořák, David Moravec, Roman Meluzín.
Japonsko: Imoo (41. Iwasaki) – Daikawa, Kawaguči, Kobori, Jamanaka, Isožima, Nakažimaja, Takagi, Katajama – Sakai, Kabajama, Širono – Sakata, Jahata, Sugisawa – Suzuki, Iwata, Yule – Macuura, Murakami, Sató.
 USA -  Rakousko 	5:2 (1:0, 3:0, 1:2)
3. května 1999 (20:00) – Oslo (Jordal Amfi)

Branky USA: 18:19 Chris Tamer, 28:36 Bryan Smolinski, 32:48 Ted Donato, 37:53 Barry Richter, 41:29 Bryan Smolinski.

Branky Rakouska: 40:13 Lavoie, 44:07 Trattnig

Rozhodčí: Radbjer – Thudén (SWE), Bruun (FIN)

Vyloučení: 7:10 (1:1)

Diváků: 1 065
 Česko -  USA 	4:3 (2:1, 1:2, 1:0)
5. května 1999 (16:00) – Oslo (Jordal Amfi)

Branky Česka: 2:47 Tomáš Vlasák, 17:41 Jan Čaloun, 24:15 Viktor Ujčík, 51:06 Pavel Patera.

Branky USA: 18:26 David Emma, 25:12 Tom Bissett, 33:07 Dan Keczmer.

Rozhodčí: Johnsen – Garsjö (NOR), Mandioni (SUI)

Vyloučení: 6:8 (3:0)

Diváků: 1 800
Česko: Roman Čechmánek – Libor Procházka, František Kaberle, Jaroslav Špaček, František Kučera, Pavel Kubina, Ladislav Benýšek – Martin Ručinský, Pavel Patera, Martin Procházka – Viktor Ujčík, David Výborný, Jan Hlaváč – Jan Čaloun, Roman Šimíček, Tomáš Vlasák – Radek Dvořák, David Moravec, Roman Meluzín.
USA: Parris Duffus – Scott Lachance, Eric Weinrich, Barry Richter, Bret Hedican, Dan Keczmer, Chris Tamer – Mike Knuble, Bryan Smolinski, David Emma – Tom Bissett, Matt Cullen, Ted Donato – Craig Johnson, David Legwand, Tom Chorske – Kelly Miller, Darby Hendrickson, Trent Klatt.
 Japonsko -  Rakousko 	2:4 (1:3, 0:0, 1:1)
5. května 1999 (20:00) – Oslo (Jordal Amfi)

Branky Japonska: 11:21 Nakajimaya, 53:07 Suzuki

Branky Rakouska: 0:36 Pusnik, 8:05 Pusnik, 15:14 König, 59:23 Pusnik

Rozhodčí: Karabanov – Bulanov (RUS), Vasko (BLR)

Vyloučení: 5:5 (1:1, 0:1) + Kabayama na 10 min.

Diváků: 1 756

### Skupina D
|    |           | FIN | RUS | BLR | UKR | V | R | P | Skóre | B |
| 1. | Finsko    | *** | 3:3 | 4:1 | 3:1 | 2 | 1 | 0 | 10:5  | 5 |
| 2. | Rusko     | 3:3 | *** | 2:2 | 4:1 | 1 | 2 | 0 | 9:6   | 4 |
| 3. | Bělorusko | 1:4 | 2:2 | *** | 6:1 | 1 | 1 | 1 | 9:7   | 3 |
| 4. | Ukrajina  | 1:3 | 1:4 | 1:6 | *** | 0 | 0 | 3 | 3:13  | 0 |

 Bělorusko -  Rusko	2:2 (1:1, 1:0, 0:1)
2. května 1999 (14:00) – Hamar (Hamar OL-amfi)

Branky Běloruska: 5:34 Romanov, 31:04 Andrejevskij.

Branky Ruska: 4:19 Alexej Jašin, 45:02 Sergej Těrtyšnyj.

Rozhodčí: Johnsen – Garsjo, Mandioni

Vyloučení: 4:5

Diváků: 1 010
 Finsko -  Ukrajina	3:1 (0:0, 1:1, 2:0)
2. května 1999 (18:00) – Hamar (Hamar OL-amfi)

Branky Finska: 27:54 Saku Koivu, 44:23 Olli Jokinen, 52:23 Saku Koivu.

Branky Ukrajiny: 24:15 Klementěv.

Rozhodčí: Mihálik – Cloutier, Garofalo

Vyloučení: 1:10 (1:0, 1:0) + Zavalnjuk na 10 min.

Diváků: 1 812
 Rusko -  Ukrajina		4:1 (0:1, 3:0, 1:0)
4. května 1999 (16:00) – Hamar (Hamar OL-amfi)

Branky Ruska: 22:58 Maxim Afinogenov, 24:24 Alexej Jašin, 38:06 Alexej Jašin, 40:58 Andrej Markov.

Branky Ukrajiny: 12:22 Synkov

Rozhodčí: Dell (USA) – Cloutier (CAN), Garofalo (USA)

Vyloučení: 9:10 (2:1, 1:0)

Diváků: 1 127
 Finsko -  Bělorusko 	4:1 (2:0, 2:0, 0:1)
4. května 1999 (20:00) – Hamar (Hamar OL-amfi)

Branky Finska: 6:52 Marko Kiprusoff, 17:25 Olli Jokinen, 23:03 Jere Karalahti, 34:43 Teemu Selänne.

Branky Běloruska: 47:03 Chmyľ.

Rozhodčí: Auger (CAN) – Garsjoe (NOR), Mandioni (SUI)

Vyloučení: 7:8 (1:1)

Diváků: 2 214
 Ukrajina -  Bělorusko 	1:6 (1:2, 0:3, 0:1)
6. května 1999 (16:00) – Hamar (Hamar OL-amfi)

Branky Ukrajiny: 0:15 Litvinenko

Branky Běloruska: 1:21 V.Pankov, 4:35 Antonenko, 32:42 Andrejevski, 38:03 Kovaljov, 39:47 Antonenko, 55:32 D.Pankov

Rozhodčí: Kurmann (SUI) – Bruun (FIN), Thudén (SWE)

Vyloučení: 8:8 (1:0)

Diváků: 1 242
 Rusko -  Finsko 	3:3 (2:0, 1:0, 0:3)
6. května 1999 (20:00) – Hamar (Hamar OL-amfi)

Branky Ruska: 6:51 Alexej Jašin, 18:15 Alexej Jašin, 35:35 Alexej Jašin.

Branky Finska: 50:09 Saku Koivu, 57:04 Marko Tuomainen, 59:58 Jere Karalahti.

Rozhodčí: Müller (GER) – Cloutier (CAN), Garofalo (USA)

Vyloučení: 8:6 (1:1)

Diváků: 3 468

### Čtvrtfinále A
|    |           | FIN | CAN | USA | SUI | V | R | P | Skóre | B |
| 1. | Finsko    | *** | 4:2 | 4:3 | 5:1 | 3 | 0 | 0 | 13:6  | 6 |
| 2. | Kanada    | 2:4 | *** | 4:1 | 8:2 | 2 | 0 | 1 | 14:7  | 4 |
| 3. | USA       | 3:4 | 1:4 | *** | 3:0 | 1 | 0 | 2 | 7:8   | 2 |
| 4. | Švýcarsko | 1:5 | 2:8 | 0:3 | *** | 0 | 0 | 3 | 3:16  | 0 |

 Kanada -  Švýcarsko		8:2 (2:0, 4:1, 2:1)
7. května 1999 (16:00) – Hamar (Hamar OL-amfi)

Branky Kanady: 7:10 Jeff Friesen, 8:24 Rob Niedermayer, 25:34 Adam Graves, 26:14 Cory Stillman, 35:06 Scott Walker, 39:27 Scott Thornton, 47:53 Scott Thornton, 58:36 Scott Thornton.

Branky Švýcarska: 20:54 Reto von Arx, 56:44 Patrick Fischer.

Rozhodčí: Mihálik (SVK) – Bulanov (RUS), Vasco (BLR)

Vyloučení: 8:3 (2:0)

Diváků: ?
 Finsko -  USA 	4:3 (0:1, 3:1, 1:1)
7. května 1999 (20:00) – Hamar (Hamar OL-amfi)

Branky Finska: 24:37 Olli Jokinen, 27:49 Kimmo Timonen, 39:33 Saku Koivu, 52:21 Teemu Selänne.

Branky USA: 5:52 Trent Klatt, 20:18 Trent Klatt, 41:53 Tom Chorske.

Rozhodčí: Radbjer (SWE) – Český (CZE), Lauff (SVK)

Vyloučení: 5:11 (3:0)

Diváků: 2 436
 Finsko -  Švýcarsko		5:1 (3:0, 1:1, 0:0)
9. května 1999 (14:00) – Hamar (Hamar OL-amfi)

Branky Finska: 9. Ville Peltonen, 11. Toni Sihvonen, 17. Kimmo Rintanen, 28. Teemu Selänne, 39. Tomi Kallio.

Branky Švýcarska: 30. Mark Streit.

Rozhodčí: Auger - Cloutier (CAN), Garofalo (USA)

Vyloučení: 8:9 (1:1)

Diváků: 2 130
 Kanada -  USA 	4:1 (1:0, 3:0, 0:1)
9. května 1999 (18:00) – Hamar (Hamar OL-amfi)

Branky Kanady: 11. Adam Graves, 24. Claude Lapointe, 30. Scott Walker, 39. Ray Whitney.

Branky USA: 53. Mike Mottau.

Rozhodčí: Johnsen (NOR) - Český (CZE), Lauff (SVK)

Vyloučení: 5:1 (0:1, 1:0)

Diváků: 1 489
 Kanada -  Finsko 	2:4 (0:2, 2:2, 0:0)
10. května 1999 (16:00) – Hamar (Hamar OL-amfi)

Branky Kanady: 20:43 Jeff Friesen, 33:49 Rob Blake.

Branky Finska: 2:10 Kimmo Rintanen, 11:24 Jere Karalahti, 21:25 Mikko Eloranta, 26:55 Jere Karalahti.

Rozhodčí: Dell (USA) – Garsjö (NOR), Mandioni (USA)

Vyloučení: 11:13 (1:2)

Diváků: 1 950
 USA -  Švýcarsko	3:0 (2:0, 0:0, 1:0)
10. května 1999 (20:00) – Hamar (Hamar OL-amfi)

Branky USA: 10:25 Bryan Smolinski, 18:55 Mike Mottau, 41:20 Matt Cullen.

Rozhodčí: Mihálik (SVK) – Bruun (FIN), Thudén (SWE)

Vyloučení: 4:5 (1:0)

Diváků: 413

### Čtvrtfinále B
|    |           | CZE | SWE | RUS | SVK | V | R | P | Skóre | B |
| 1. | Česko     | *** | 2:0 | 1:6 | 8:2 | 2 | 0 | 1 | 11:8  | 4 |
| 2. | Švédsko   | 0:2 | *** | 4:1 | 2:1 | 2 | 0 | 1 | 6:4   | 4 |
| 3. | Rusko     | 6:1 | 1:4 | *** | 2:2 | 1 | 1 | 1 | 9:7   | 3 |
| 4. | Slovensko | 2:8 | 1:2 | 2:2 | *** | 0 | 1 | 2 | 5:12  | 1 |

 Česko -  Rusko		1:6 (1:3, 0:0, 0:3)
7. května 1999 (16:00) – Oslo (Jordal Amfi)

Branky Česka: 1:10 Tomáš Vlasák.

Branky Ruska: 10:40 Alexej Jašin, 13:28 Ravil Gusmanov, 16:50 Sergej Petrenko, 45:05 Maxim Sušinskij, 49:26 Alexander Prokopjev, 58:35 Alexej Jašin.

Rozhodčí: Dell (USA) – Garsjö (NOR), Mandioni (SUI)

Vyloučení: 14:12 (0:3) + Tomáš Vlasák a Roman Šimíček na 10 min.

Diváků: 4 200
Česko: Roman Čechmánek (17. Milan Hnilička) – Libor Procházka, František Kaberle, Jaroslav Špaček, František Kučera, Pavel Kubina, Ladislav Benýšek, Jiří Vykoukal – Martin Ručinský, Pavel Patera, Martin Procházka – Viktor Ujčík, David Výborný, Jan Hlaváč – Jan Čaloun, Roman Šimíček, Tomáš Vlasák – Radek Dvořák, David Moravec, Roman Meluzín.
Rusko: Jegor Podomackij – Sergej Těrtyšnyj, Sergej Bautin, Alexander Khavanov, Andrej Markov, Vitalij Višněvskij, Andrej Jachanov, Dmitrij Bykov, Artur Okťabrjev – Oleg Petrov, Alexej Jašin, Ravil Gusmanov – Maxim Afinogenov, Alexander Prokopjev, Sergej Petrenko – Valerij Karpov, Alexander Barkov, Dmitrij Subbotin – Maxim Sušinskij, Alexej Kudašov, Michail Sarmatin.
 Švédsko -  Slovensko 	2:1 (0:0, 2:0, 0:1)
7. května 1999 (20:00) – Oslo (Jordal Amfi)

Branky Švédska: 30:11 Markus Näslund, 39:25 Thomas Johansson.

Branky Slovenska: 49:06 Zdeno Cíger.

Rozhodčí: Savolainen (FIN) – Cloutier (CAN), Garofalo (USA)

Vyloučení: 7:7 (1:0, 0:1)

Diváků: 4 938
 Česko -  Slovensko 	8:2 (2:2, 4:0, 2:0)
9. května 1999 (14:00) – Oslo (Jordal Amfi)

Branky Česka: 16:05 Jan Čaloun, 18:40 Petr Sýkora, 22:35 Martin Ručinský, 24:31 David Výborný, 32:56 Roman Šimíček, 34:42 Pavel Patera, 48:01 Jan Hlaváč, 52:17 Radek Dvořák.

Branky Slovenska: 7:37 Richard Kapuš, 11:04 Žigmund Pálffy.

Rozhodčí: Müller (GER) – Bruun (FIN), Thudén (SWE)

Vyloučení: 8:6 (2:0, 1:0)

Diváků: 2 700
Česko: Milan Hnilička – Libor Procházka, František Kaberle, Jiří Vykoukal, František Kučera, Jaroslav Špaček, Pavel Kubina – David Moravec, Pavel Patera, Martin Procházka – Viktor Ujčík, David Výborný, Jan Hlaváč – Radek Dvořák, Petr Sýkora, Martin Ručinský – Jan Čaloun, Roman Šimíček, Tomáš Vlasák.
Slovensko: Miroslav Šimonovič (25. Igor Murín,) – Ľubomír Višňovský, Radoslav Hecl, Zdeno Chára, Ľubomír Sekeráš, Stanislav Jasečko, Vladimír Vlk, Daniel Babka – Ľubomír Kolník, Richard Kapuš, Zdeno Cíger – Žigmund Pálffy, Jozef Daňo, Marián Hossa – Peter Pucher, René Pucher, Richard Šechný – Peter Bartoš, Ján Pardavý
 Švédsko -  Rusko		4:1 (2:0, 2:0, 0:1)
9. května 1999 (18:00) – Oslo (Jordal Amfi)

Branky Švédska: 3. Michael Nylander, 17. Daniel Alfredsson, 23. Daniel Alfredsson, 24. Markus Näslund.

Branky Ruska: 59. Maxim Afinogenov.

Rozhodčí: Kurmann - Mandioni (SUI), Garsjö (NOR)

Vyloučení: 6:9 (3:1)

Diváků: 4 936
 Slovensko -  Rusko	2:2 (0:0, 2:0, 0:2)
10. května 1999 (16:00) – Oslo (Jordal Amfi)

Branky Slovenska: 29:15 Zdeno Chára, 36:13 Marián Hossa.

Branky Ruska: 42:36 Sergej Petrenko, 46:54 Ravil Gusmanov.

Rozhodčí: Radbjer (SWE) – Garofalo (USA), Cloutier (CAN)

Vyloučení: 10:7 (2:1, 0:1) + Richard Kapuš na 10 min.

Diváků: 2 136
 Česko -  Švédsko		2:0 (0:0, 2:0, 0:0)
10. května 1999 (20:00) – Oslo (Jordal Amfi)

Branky Česka: 28:01 Martin Procházka, 33:12 Viktor Ujčík.

Rozhodčí: Auger (CAN) – Bulanov (RUS), Vasko (BLR)

Vyloučení: 10:8 (1:0)

Diváků: 4 415
Česko: Milan Hnilička – Libor Procházka, František Kaberle, Jiří Vykoukal, František Kučera, Jaroslav Špaček, Pavel Kubina – David Moravec, Pavel Patera, Martin Procházka - Viktor Ujčík, David Výborný, Jan Hlaváč – Radek Dvořák, Petr Sýkora, Martin Ručinský – Jan Čaloun, Roman Šimíček, Tomáš Vlasák.
Švédsko: Tommy Salo – Thomas Johansson, Anders Eriksson, Christer Olsson, Kim Johnsson, Pär Djoos, Hans Jonsson, Jan Huokko – Markus Näslund, Nichlas Falk, Samuel Påhlsson – Daniel Alfredsson, Jörgen Jönsson, Michael Nylander – Ove Molin, Jan Larsson, Jesper Mattsson – Peter Nordström, Henrik Sedin, Daniel Sedin.

### Semifinále
Finsko -  Švédsko		3:1 (0:0, 2:1, 1:0)
12. května 1999 (16:00) – Lillehammer (Håkons Hall)

Branky Finska: 23:38 Marko Tuomainen, 29:09 Raimo Helminen, 50:17 Jere Karalahti.

Branky Švédska: 33:38 Niklas Sundström.

Rozhodčí: Mihálik (SVK) – Cloutier (CAN), Garofalo (USA)

Vyloučení: 5:9 (1:1) + Aki Berg na 5 min a do konce utkání, Marko Tuomainen na 10 min.

Diváků: 6 535
Finsko: Sulander - Karalahti, Timonen, Numminen, Kiprusoff, Niemi, Lydman, Martikainen, Berg - Selänne, Koivu, Tuomainen - Törmänen, Helminen, Peltonen - Kallio, Sihvonen, Lind - Eloranta, Jokinen, Rintanen.
Švédsko: Salo - T.Johansson, Eriksson, Olsson, Johnsson, Djoos, Jonsson, Huokko - Mattsson, Falk, Nordström - Nylander, Jönsson, Alfredsson - Näslund, Sundström, Pahlsson - Molin, J.Larsson, Daniel Sedin.
 Česko -  Kanada		1:2 (0:1, 0:1, 1:0)
12. května 1999 (20:00) – Lillehammer (Håkons Hall)

Branky Česka: 53:43 Pavel Kubina.

Branky Kanady: 4:01 Wade Redden, 35:35 Cory Stillman.

Rozhodčí: Müller (GER) – Bruun (FIN), Thudén (SWE)

Vyloučení: 8:9

Diváků: 6 189
Česko: Milan Hnilička – Libor Procházka, František Kaberle, Jiří Vykoukal, František Kučera, Jaroslav Špaček, Pavel Kubina – David Moravec, Pavel Patera, Martin Procházka – Viktor Ujčík, David Výborný, Jan Hlaváč – Radek Dvořák, Petr Sýkora, Martin Ručinský – Tomáš Kucharčík, Roman Šimíček, Tomáš Vlasák.
Kanada: Ron Tugnutt – Rob Blake, Wade Redden, Stphane Quintal, Doug Bodger, Derek Morris, Bryan McCabe, Sean O´Donnell – Ray Whitney, Rob Niedermayer, Adam Graves – Brian Savage, Cory Stillman, Jeff Friesen – Scott Walker, Claude Lapointe, Scott Thornton – Shane Doan, Patrick Marleau, Ryan Smyth.
 Česko -  Kanada		6:4pp (2:1, 1:1, 3:2) – 4:3sn
13. května 1999 (16:00) – Lillehammer (Håkons Hall)

Branky Česka: 7:33 Pavel Kubina, 12:13 Pavel Patera, 31:01 Martin Ručinský, 48:39 Radek Dvořák, 49:28 Radek Dvořák, 59:37 David Výborný.

Branky Kanady: 5:50 Cory Stillman, 22:59 Patrick Marleau, 41:47 Scott Thornton, 42:11 Adam Graves.

Samostatné nájezdy: Martin Procházka, Martin Ručinský, Roman Šimíček, Jaroslav Špaček – Brian Savage, Ray Whitney, Cory Stillman.

Rozhodčí: Dell (USA) – Bruun (FIN), Thudén (SWE)

Vyloučení: 7:5 (1:1)

Diváků: 6 579
Česko: Milan Hnilička (70. Roman Čechmánek) – Libor Procházka, František Kaberle, Jiří Vykoukal, František Kučera, Pavel Kubina, Jaroslav Špaček – David Moravec, Pavel Patera, Martin Procházka – Viktor Ujčík, David Výborný, Jan Hlaváč – Radek Dvořák, Petr Sýkora, Martin Ručinský – Tomáš Kucharčík, Roman Šimíček, Tomáš Vlasák.
Kanada: Ron Tugnutt – Rob Blake, Wade Redden, Stphane Quintal, Doug Bodger, Derek Morris, Bryan McCabe, Sean O´Donnell – Ray Whitney, Rob Niedermayer, Adam Graves – Brian Savage, Cory Stillman, Jeff Friesen – Scott Walker, Claude Lapointe, Scott Thornton – Shane Doan, Patrick Marleau, Ryan Smyth.
 Švédsko -  Finsko 	2:1 (0:0, 1:0, 1:1) – 0:1pp
13. května 1999 (20:00) – Lillehammer (Håkons Hall)

Branky Švédska: 26:37 Jörgen Jönsson, 53:04 Jörgen Jönsson.

Branky Finska: 51:58 Juha Lind, 66:25 Toumainen.

Rozhodčí: Auger – Cloutier (CAN), Garofalo (USA)

Vyloučení: 5:4 (1:0, 1:2)

Diváků: 7 379
Švédsko: Salo - Huokko, Eriksson, Olsson, Johnsson, Djoos, Jonsson - Näslund, Sundström, Pahlsson - Nylander, Jönsson, Alfredsson - Molin, J.Larsson, Daniel Sedin - Mattsson, Falk, Nordström - Henrik Sedin.
Finsko: Sulander - Karalahti, Timonen, Nummelin, Kiprusoff, Niemi, Lydman, Martikainen, Berg - Selänne, Koivu, Tuomainen - Törmänen, Helminen, Peltonen - Kallio, Sihvonen, Lind - Eloranta, Jokinen, Rintanen.

### Finále
Po výhře 3:1 v 1. sobotním utkání dvouzápasového finále potřebovala Česká republika remízu z druhého utkání aby získala titul. Ale inspirovaní Finové vyhráli druhý finálový zápas 4:1 a vynutili si rozhodující dvacetiminutové prodloužení. To ukončil v čase 16:32 Jan Hlaváč, když vjel do finského pásma a prostřelil puk kolem Miikka Kiprusoffa.
 Česko -  Finsko 	3:1 (1:0, 1:0, 1:1)
15. května 1999 (19:00) – Lillehammer (Håkons Hall)

Branky Česka: 10:35 František Kaberle, 37:20 Martin Ručinský, 59:29 Radek Dvořák.

Branky Finska: 54:42 Juha Lind.

Rozhodčí: Kurmann – Mandioni (SUI), Thudén (SWE)

Vyloučení: 5:3

Diváků: 8 949
Česko: Milan Hnilička – Libor Procházka, František Kaberle, Jiří Vykoukal, František Kučera, Pavel Kubina, Jaroslav Špaček - David Moravec, Pavel Patera, Martin Procházka – Viktor Ujčík, David Výborný, Jan Hlaváč – Radek Dvořák, Petr Sýkora, Martin Ručinský – Tomáš Kucharčík, Roman Šimíček, Tomáš Vlasák.
Finsko: Ari Sulander – Jere Karalahti, Kimmo Timonen, Petteri Nummelin, Marko Kiprusoff, Antti-Jussi Niemi, Tony Lydman, Kari Martikainen, Aki Berg – Teemu Selänne, Saku Koivu, Marko Tuomainen – Antti Törmänen, Raimo Helminen, Ville Peltonen – Tomi Kallio, Toni Sihvonen, Juha Lind – Mikko Eloranta, Olli Jokinen, Kimmo Rintanen.
 Česko -  Finsko 	1:4 (0:2, 1:1, 0:1) – 1:0pp
16. května 1999 (16:00) – Lillehammer (Håkons Hall)

Branky Česka: 30:47 Viktor Ujčík, 76:32 Jan Hlaváč

Branky Finska: 1:41 Antti-Jussi Niemi, 5:35 Juha Lind, 21:51 Tuomaninen, 46:52 Ville Peltonen.

Rozhodčí: Kurmann – Mandioni (SUI), Thudén (SWE)

Vyloučení: 8:4 (0:1)

Diváků: 9 187
Česko: Milan Hnilička – Libor Procházka, František Kaberle, Jiří Vykoukal, František Kučera, Pavel Kubina, Jaroslav Špaček - David Moravec, Pavel Patera, Martin Procházka – Viktor Ujčík, David Výborný, Jan Hlaváč – Radek Dvořák, Petr Sýkora, Martin Ručinský – Tomáš Kucharčík, Roman Šimíček, Tomáš Vlasák.
Finsko: Mika Kiprusoff – Jere Karalahti, Kimmo Timonen, Petteri Nummelin, Marko Kiprusoff, Antti-Jussi Niemi, Tony Lydman, Kari Martikainen, Aki Berg – Teemu Selänne, Olli Jokinen, Marko Tuomainen – Mikko Eloranta, Raimo Helminen, Ville Peltonen – Tomi Kallio, Toni Sihvonen, Juha Lind – Antti Törmänen, Kimmo Rintanen.

### O 3. místo
Švédsko -  Kanada	3:2 (2:0, 1:0, 0:2)
15. května 1999 (14:00) – Lillehammer (Håkons Hall)

Branky Švédska: 12:14 Markus Näslund, 14:53 Christer Olsson, 37:57 Jörgen Jönsson.

Branky Kanady: 41:18 Brian Savage, 48:49 Adam Graves.

Rozhodčí: Savolainen – Bruun (FIN), Takahaši (JPN)

Vyloučení: 7:9 (1:1) + Cory Stillman na 10 min.

Diváků: 8 811

### O 9. - 12. místo
|     |           | BLR | AUT | LAT | NOR | V | R | P | Skóre | B |
| 9.  | Bělorusko | *** | 3:2 | 2:1 | 2:0 | 3 | 0 | 0 | 7:3   | 6 |
| 10. | Rakousko  | 2:3 | *** | 5:2 | 3:0 | 2 | 0 | 1 | 10:5  | 4 |
| 11. | Lotyšsko  | 1:2 | 2:5 | *** | 7:1 | 1 | 0 | 2 | 10:8  | 2 |
| 12. | Norsko    | 0:2 | 0:3 | 1:7 | *** | 0 | 0 | 3 | 1:12  | 0 |

 Lotyšsko -  Rakousko 	2:5 (1:4, 1:0, 0:1)
8. května 1999 (14:00) – Hamar (Hamar OL-amfi)

Branky Lotyšska: 13:50 Tambijevs, 23:03 Cipruss

Branky Rakouska: 2:47 Krümpschmid, 8:23 Unterluggauer, 10:15 Schaden, 12:09 Ressmann, 55:14 Perthaler

Rozhodčí: Karbanov (RUS) – Bruun (FIN), Trudén (SWE)

Vyloučení: 6:7 (2:1)

Diváků: 630
 Bělorusko -  Norsko 	2:0 (0:0, 1:0, 1:0)
8. května 1999 (18:00) – Hamar (Hamar OL-amfi)

Branky Běloruska: 31:21 Karačun, 41:31 Cypljakov

Rozhodčí: Šindler (CZE) – Odinš (LAT), Takahaši (JPN)

Vyloučení: 8:8

Diváků: 1 800
 Bělorusko -  Rakousko 3:2 (1:0, 1:0, 1:2)
10. května 1999 (16:00) – Lillehammer (Håkons Hall)

Branky Běloruska: 16:44 Leontjev, 30:34 Kovaljov, 40:48 Kaljužnij

Branky Rakouska: 47:40 Podloski, 58:19 Ulrich

Rozhodčí: Šindler (CZE) – Odinš (LAT), Takahaši (JPN)

Vyloučení: 12:9 (0:1, 1:0) + Ressman a Krumpschmid na 10 min.

Diváků: 995
 Lotyšsko -  Norsko 	7:1 (3:0, 1:1, 3:0)
10. května 1999 (20:00) – Lillehammer (Håkons Hall)

Branky Lotyšska: 2:13 Fanduls, 3:06 Žoltoks, 18:50 Skrastins, 29:34 Miticins, 46:57 Žoltoks, 48:56 Fanduls, 57:22 Kerčs

Branky Norska: 37:55 Trygg

Rozhodčí: Savolainen (FIN) – Český (CZE), Lauff (SVK)

Vyloučení: 6:8 (2:0)

Diváků: 2 000
 Bělorusko -  Lotyšsko 2:1 (1:0, 1:0, 0:1)
11. května 1999 (16:00) – Lillehammer (Håkons Hall)

Branky Běloruska: 13:35 V. Pankov, 32:52 Cypljakov

Branky Lotyšska: 55:27 Cipruss

Rozhodčí: Radbjer (SWE) – Mandioni (SUI), Takahaši (JPN)

Vyloučení: 9:9 (1:0, 0:1) + V. Pankov na 5. min a do konce utkání.

Diváků: 300
 Norsko -  Rakousko 	0:3 (0:1, 0:2, 0:0)
11. května 1999 (20:00) – Lillehammer (Håkons Hall)

Branky Rakouska: 3:03 Lavoie, 34:50 Krumpschmid, 35:17 Trattnig

Rozhodčí: Savolainen (FIN) – Cloutier (CAN), Garofalo (USA)

Vyloučení: 7:6 (0:1)

Diváků: 1 800

## Statistiky

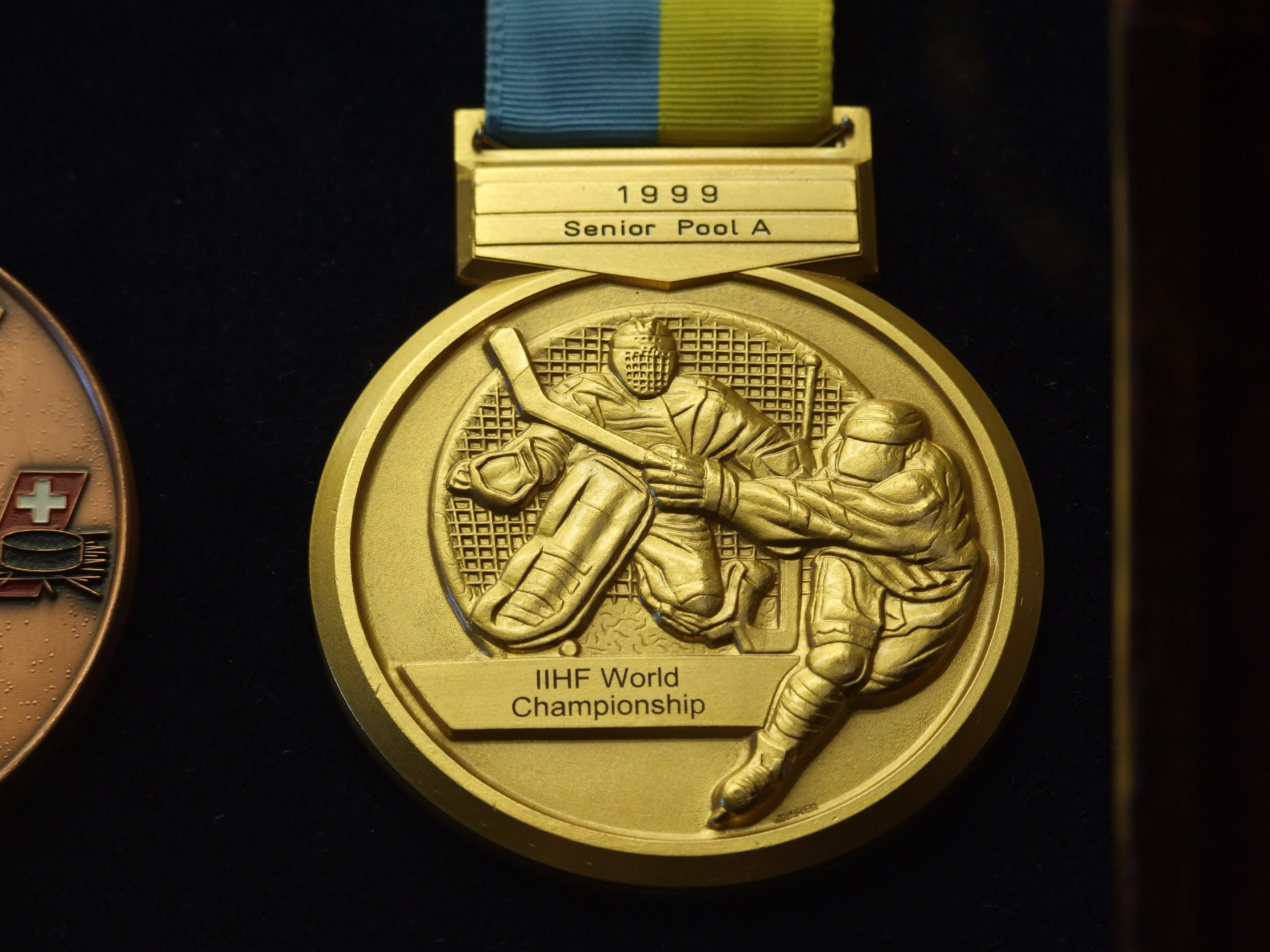
Zlatá medaile z MS 1999.

### Nejlepší hráči podle direktoriátu IIHF
| Brankář | Tommy Salo       |
| Obránce | František Kučera |
| Útočník | Saku Koivu       |

### All Stars
| Brankář         | Tommy Salo      |
| Levý obránce    | Jere Karalahti  |
| Pravý obránce   | Pavel Kubina    |
| Levé křídlo     | Teemu Selänne   |
| Střední útočník | Saku Koivu      |
| Pravé křídlo    | Martin Ručinský |

### Kanadské bodování
| Poř. | Kanadské bodování | Branky | Přihrávky | Body |
| ---- | ----------------- | ------ | --------- | ---- |
| 1.   | Saku Koivu        | 4      | 12        | 16   |
| 2.   | Teemu Selänne     | 3      | 8         | 11   |
| 3.   | Markus Näslund    | 6      | 4         | 10   |
| 4.   | Žigmund Pálffy    | 5      | 5         | 10   |
| 4.   | Jan Hlaváč        | 5      | 5         | 10   |
| 6.   | Martin Ručinský   | 4      | 6         | 10   |
| 7.   | Alexej Jašin      | 8      | 1         | 9    |
| 8.   | Daniel Alfredsson | 4      | 5         | 9    |
| 9.   | Viktor Ujčík      | 6      | 2         | 8    |
| 10.  | Jere Karalahti    | 5      | 3         | 8    |

### Soupiska Česka
Česko

Brankáři: Roman Čechmánek, Milan Hnilička, Martin Prusek.

Obránci: František Kučera, Ladislav Benýšek, Libor Procházka, František Kaberle, Jiří Vykoukal, Pavel Kubina, Jaroslav Špaček.

Útočníci: Jan Hlaváč, David Výborný,  – Pavel Patera, Martin Procházka, Viktor Ujčík, David Moravec, Roman Meluzín, Tomáš Kucharčík, Tomáš Vlasák, Roman Šimíček, Jan Čaloun, Radek Dvořák, Martin Ručinský, Petr Sýkora.

Trenéři: Ivan Hlinka, Josef Augusta a Vladimír Martinec.

### Soupiska Finska
Finsko

Brankáři: Mika Kiprusoff, Ari Sulander, Vesa Toskala.

Obránci: Marko Kiprusoff, Petteri Nummelin, Kimmo Timonen, Aki Berg, Kari Martikainen, Antti-Jussi Niemi, Tony Lydman, Jere Karalahti.

Útočníci: Teemu Selänne, Saku Koivu, Olli Jokinen, Raimo Helminen, Antti Törmänen, Ville Peltonen, Tomi Kallio, Mikko Eloranta, Toni Sihvonen, Juha Lind, Kimmo Rintanen, Marko Tuomainen.

Trenéři: Hannu Aravirta, Esko Nokelainen, Jari Kaarela.

### Soupiska Švédska
Švédsko

Brankáři: Johan Hedberg, Petter Rönnqvist, Tommy Salo.

Obránci: Pär Djoos, Anders Eriksson, Jan Huokko, Thomas Johansson, Kim Johnsson, Hans Jonsson, Christer Olsson.

Útočníci: Daniel Alfredsson, Nichlas Falk, Jan Larsson, Jesper Mattsson, Ove Molin, Peter Nordström, Markus Näslund, Michael Nylander, Samuel Påhlsson, Daniel Sedin, Henrik Sedin, Niklas Sundström, Jörgen Jönsson.

Trenéři: Sune Bergman, Stefan Lundh a Stefan Lunner.

### Soupiska Kanady
4.  Kanada

Brankáři: Ron Tugnutt, Rick Tabaracci, Fred Brathwaite.

Obránci: Doug Bodger, Rob Blake – , Stéphane Quintal, Sean O´Donnell, Wade Redden, Bryan McCabe, Derek Morris.

Útočníci: Adam Graves, Claude Lapointe, Ray Whitney, Cory Stillman, Shane Doan, Scott Walker, Scott Thornton, Chris Szysky, Jeff Friesen, Patrick Marleau, Rob Niedermayer, Brian Savage, Éric Dazé, Ryan Smyth.

Trenéři: Mike Johnston, Willie Desjardins a Dave King.

### Soupiska Ruska
5.  Rusko

Brankáři: Andrej Carev, Jegor Podomackij, Alexej Volkov.

Obránci: Sergej Bautin, Dmitrij Bykov, Alexander Khavanov, Andrej Jachanov, Andrej Markov, Artur Okťabrjev, Sergej Těrtyšnyj, Vitalij Višněvskij.

Útočníci: Maxim Afinogenov, Alexander Barkov, Ravil Gusmanov, Alexej Jašin – , Valerij Karpov, Alexej Kudašov, Sergej Petrenko, Oleg Petrov, Alexander Prokopjev, Michail Sarmatin, Dmitrij Subbotin, Maxim Sušinskij.

Trenér: Alexander Jakušev.

### Soupiska USA
6.  USA

Brankáři: Parris Duffus, Tim Thomas.

Obránci: Mike Mottau, Chris Tamer, Bret Hedican, Barry Richter, Dan Keczmer, Scott Lachance, Eric Weinrich.

Útočníci: Mike Knuble, Tom Bissett, Kelly Miller, Matt Cullen, David Emma, Darby Hendrickson, Tom Chorske, David Legwand, Ted Donato, Bryan Smolinski, Trent Klatt, Craig Johnson, Jay Pandolfo.

Trenér: Terry Murray.

### Soupiska Slovenska
7.  Slovensko

Brankáři: Miroslav Šimonovič, Igor Murín, Rastislav Rovnianek.

Obránci: Radoslav Hecl, Zdeno Chára, Stanislav Jasečko, Vladimír Vlk, Ľubomír Višňovský, Ivan Droppa, Ľubomír Sekeráš, Daniel Babka.

Útočníci: René Pucher, Peter Pucher, Richard Kapuš, Ján Lipiansky, Zdeno Cíger – , Marián Hossa, Ján Pardavý, Peter Bartoš, Richard Šechný, Ľubomír Kolník, Jozef Daňo, Žigmund Pálffy.

Trenér: Ján Šterbák.

### Soupiska Švýcarska
8.  Švýcarsko

Brankáři: Reto Pavoni, Paul Jaks, David Aebischer.

Obránci: Martin Steinegger, Patrik Sutter, Mark Streit, Benjamin Winkler, Philippe Marquis, Olivier Keller, Mathias Seger.

Útočníci: Mattia Baldi, Ivo Rüthemann, Patric Della Rossa, Reto von Arx, Gian-Marco Crameri, Martin Plüss, Patrick Fischer, Geoffrey Vauclair, Michel Zeiter, Marcel Jenni, Sandro Rizzi, Sandy Jeannin.

Trenér: Ralph Krüger.

### Konečné pořadí
| 63. | Mistrovství světa | Z  | V | R | P | Skóre | B  |
| --- | ----------------- | -- | - | - | - | ----- | -- |
| 1.  | Česko             | 12 | 9 | 0 | 3 | 46:24 | 18 |
| 2.  | Finsko            | 12 | 8 | 1 | 3 | 33:19 | 17 |
| 3.  | Švédsko           | 10 | 7 | 0 | 3 | 26:16 | 14 |
| 4.  | Kanada            | 10 | 6 | 0 | 4 | 34:23 | 12 |
| 5.  | Rusko             | 6  | 2 | 3 | 1 | 18:13 | 7  |
| 6.  | USA               | 6  | 3 | 0 | 3 | 22:15 | 6  |
| 7.  | Slovensko         | 6  | 2 | 1 | 3 | 22:21 | 5  |
| 8.  | Švýcarsko         | 6  | 2 | 0 | 4 | 15:25 | 4  |
| 9.  | Bělorusko         | 6  | 4 | 1 | 1 | 16:10 | 9  |
| 10. | Rakousko          | 6  | 3 | 0 | 3 | 16:19 | 6  |
| 11. | Lotyšsko          | 6  | 2 | 0 | 4 | 24:22 | 4  |
| 12. | Norsko            | 6  | 1 | 0 | 5 | 10:26 | 2  |
| 13. | Itálie            | 3  | 0 | 0 | 3 | 8:17  | 0  |
| 14. | Ukrajina          | 3  | 0 | 0 | 3 | 3:13  | 0  |
| 15. | Francie           | 3  | 0 | 0 | 3 | 6:18  | 0  |
| 16. | Japonsko          | 3  | 0 | 0 | 3 | 5:23  | 0  |

## Kvalifikace o postup do skupiny A

### Skupina A
|    |            | USA | AUT | KAZ | EST | V | R | P | Skóre | B |
| 1. | USA        | *** | 2:0 | 3:0 | 7:1 | 3 | 0 | 0 | 12:1  | 6 |
| 2. | Rakousko   | 0:2 | *** | 6:2 | 6:2 | 2 | 0 | 1 | 12:6  | 4 |
| 3. | Kazachstán | 0:3 | 2:6 | *** | 8:0 | 1 | 0 | 2 | 10:9  | 2 |
| 4. | Estonsko   | 1:7 | 2:6 | 0:8 | *** | 0 | 0 | 3 | 3:21  | 0 |

 USA -  Kazachstán 3:0 (0:0, 2:0, 1:0)
5. listopadu 1998 - Klagenfurt
 Estonsko -  Rakousko 2:6 (0:1, 1:3, 1:2)
5. listopadu 1998 - Klagenfurt
 USA -  Estonsko 7:1 (5:1, 2:0, 0:0)
7. listopadu 1998 - Klagenfurt
 Kazachstán -  Rakousko 2:6 (0:0, 0:4, 2:2)
7. listopadu 1998 - Klagenfurt
 Kazachstán -  Estonsko 8:0 (3:0, 2:0, 3:0)
8. listopadu 1998 - Klagenfurt
 Rakousko -  USA 0:2 (0:1, 0:0, 0:1)
8. listopadu 1998 - Klagenfurt

### Skupina B
|    |           | UKR | FRA | SLO | GER | V | R | P | Skóre | B |
| 1. | Ukrajina  | *** | 4:1 | 2:2 | 2:1 | 2 | 1 | 0 | 8:4   | 5 |
| 2. | Francie   | 1:4 | *** | 5:2 | 3:1 | 2 | 0 | 1 | 9:7   | 4 |
| 3. | Slovinsko | 2:2 | 2:5 | *** | 1:1 | 0 | 2 | 1 | 5:8   | 2 |
| 4. | Německo   | 1:2 | 1:3 | 1:1 | *** | 0 | 1 | 2 | 3:6   | 1 |

 Německo -  Slovinsko 1:1 (0:0, 1:1, 0:0)
5. listopadu 1998 - Lublaň
 Ukrajina -  Francie 4:1 (1:0, 3:1, 0:0)
5. listopadu 1998 - Lublaň
 Německo -  Ukrajina 1:2 (0:0, 1:2, 0:0)
7. listopadu 1998 - Lublaň
 Francie -  Slovinsko 5:2 (0:1, 5:1, 0:0)
7. listopadu 1998 - Lublaň
 Francie -  Německo 3:1 (1:0, 1:1, 1:0)
8. listopadu 1998 - Lublaň
 Slovinsko -  Ukrajina 2:2 (0:0, 2:2, 0:0)
8. listopadu 1998 - Lublaň

### Skupina Dálný východ
|    |          | JPN  | KOR | CHN  | V | R | P | Skóre | B |
| 1. | Japonsko | ***  | 9:2 | 15:2 | 2 | 0 | 0 | 24:4  | 4 |
| 2. | Korea    | 2:9  | *** | 1:0  | 1 | 0 | 1 | 3:9   | 2 |
| 3. | Čína     | 2:15 | 0:1 | ***  | 0 | 0 | 2 | 2:16  | 0 |

 Čína -  Korea 0:1 (0:0, 0:0, 0:1)
4. září 1998 – Tokio
 Japonsko -  Čína 15:2 (4:1, 7:1, 4:0)
5. září 1998 – Tokio
 Korea -  Japonsko 2:9 (0:3, 1:3, 1:3)
6. září 1998 – Tokio

## MS Skupina B
|    |             | DEN | GBR | KAZ | GER | SLO | EST | POL | HUN | V | R | P | Skóre | B  |
| 1. | Dánsko      | *** | 5:5 | 3:1 | 6:1 | 4:1 | 4:2 | 3:1 | 5:1 | 6 | 1 | 0 | 30:12 | 13 |
| 2. | V. Británie | 5:5 | *** | 1:0 | 2:3 | 2:1 | 6:2 | 4:3 | 4:2 | 5 | 1 | 1 | 24:16 | 11 |
| 3. | Kazachstán  | 1:3 | 0:1 | *** | 5:1 | 4:0 | 5:3 | 5:2 | 5:1 | 5 | 0 | 2 | 25:15 | 10 |
| 4. | Německo     | 1:6 | 3:2 | 1:5 | *** | 2:0 | 4:1 | 3:1 | 5:2 | 5 | 0 | 2 | 19:17 | 10 |
| 5. | Slovinsko   | 1:4 | 1:2 | 0:4 | 0:2 | *** | 3:3 | 4:1 | 5:1 | 2 | 1 | 4 | 14:17 | 5  |
| 6. | Estonsko    | 2:4 | 2:6 | 3:5 | 1:4 | 3:3 | *** | 3:1 | 3:2 | 2 | 1 | 4 | 17:25 | 5  |
| 7. | Polsko      | 1:3 | 3:4 | 2:5 | 1:3 | 1:4 | 1:3 | *** | 6:1 | 1 | 0 | 6 | 15:23 | 2  |
| 8. | Maďarsko    | 1:5 | 2:4 | 1:5 | 2:5 | 1:5 | 2:3 | 1:6 | *** | 0 | 0 | 7 | 10:33 | 0  |

 Slovinsko -  Velká Británie 1:2 (0:0, 1:1, 0:1)
8. dubna 1999 – Odense
 Kazachstán -  Polsko 5:2 (3:1, 2:0, 0:1)
8. dubna 1999 – Rødovre
 Maďarsko -  Německo 2:5 (1:1, 0:3, 1:1)
8. dubna 1999 – Odense
 Estonsko -  Dánsko 2:4 (1:2, 1:1, 0:1)
8. dubna 1999 – Rødovre
 Estonsko -  Maďarsko 3:2 (1:1, 2:1, 0:0)
9. dubna 1999 – Odense
 Německo -  Polsko 3:1 (0:1, 3:0, 0:0)
9. dubna 1999 – Rødovre
 Dánsko -  Slovinsko 4:1 (3:0, 0:0, 1:1)
9. dubna 1999 – Odense
 Velká Británie -  Kazachstán 1:0 (0:0, 0:0, 1:0)
9. dubna 1999 – Rødovre
 Německo -  Velká Británie 3:2 (1:2, 1:0, 1:0)
11. dubna 1999 – Odense
 Kazachstán -  Dánsko 1:3 (0:2, 0:1, 1:0)
11. dubna 1999 – Rødovre
 Estonsko -  Polsko 3:1 (1:1, 1:0, 1:0)
11. dubna 1999 – Odense
 Slovinsko -  Maďarsko 5:1 (1:1, 2:0, 2:0)
11. dubna 1999 – Rødovre
 Kazachstán -  Maďarsko 5:1 (2:0, 2:1, 1:0)
12. dubna 1999 – Odense
 Polsko -  Slovinsko 1:4 (0:2, 0:2, 1:0)
12. dubna 1999 – Rødovre
 Dánsko -  Německo 6:1 (2:0, 2:0, 2:1)
12. dubna 1999 – Odense
 Velká Británie -  Estonsko 6:2 (3:1, 0:0, 3:1)
12. dubna 1999 – Rødovre
 Velká Británie -  Polsko 4:3 (1:3, 2:0, 1:0)
14. dubna 1999 – Odense
 Německo -  Estonsko 4:1 (2:0, 0:1, 2:0)
14. dubna 1999 – Rødovre
 Kazachstán -  Slovinsko 4:0 (2:0, 1:0, 1:0)
14. dubna 1999 – Odense
 Maďarsko -  Dánsko 1:5 (0:2, 1:3, 0:0)
14. dubna 1999 – Rødovre
 Estonsko -  Kazachstán 3:5 (1:1, 1:4, 1:0)
15. dubna 1999 – Odense
 Maďarsko -  Velká Británie 2:4 (0:3, 2:1, 0:0)
15. dubna 1999 – Rødovre
 Polsko -  Dánsko 1:3 (1:1, 0:2, 0:0)
15. dubna 1999 – Odense
 Slovinsko -  Německo 0:2 (0:0, 0:1, 0:1)
15. dubna 1999 – Rødovre
 Slovinsko -  Estonsko 3:3 (1:1, 1:1, 1:1)
17. dubna 1999 – Odense
 Německo -  Kazachstán 1:5 (1:2, 0:2, 0:1)
17. dubna 1999 – Rødovre
 Polsko -  Maďarsko 6:1 (0:0, 2:1, 4:0)
17. dubna 1999 – Odense
 Dánsko -  Velká Británie 5:5 (1:1, 3:3, 1:1)
17. dubna 1999 – Rødovre

## MS Skupina C

### Skupina A
|    |            | NED  | CHN | CRO  | BUL  | V | R | P | Skóre | B |
| 1. | Nizozemsko | ***  | 8:0 | 7:1  | 13:0 | 3 | 0 | 0 | 28:1  | 6 |
| 2. | Čína       | 0:8  | *** | 5:3  | 5:1  | 2 | 0 | 1 | 10:12 | 4 |
| 3. | Chorvatsko | 1:7  | 3:5 | ***  | 11:1 | 1 | 0 | 2 | 15:13 | 2 |
| 4. | Bulharsko  | 0:13 | 1:5 | 1:11 | ***  | 0 | 0 | 3 | 2:29  | 0 |

 Nizozemsko -  Bulharsko 13:0 (3:0, 6:0, 4:0)
5. dubna 1999 – Eindhoven
 Čína -  Chorvatsko 5:3 (1:2, 2:1, 2:0)
5. dubna 1999 – Eindhoven
 Čína -  Bulharsko 5:1 (1:0, 2:1, 2:0)
6. dubna 1999 – Eindhoven
 Chorvatsko -  Nizozemsko 1:7 (1:3, 0:3, 0:1)
6. dubna 1999 – Eindhoven
 Bulharsko -  Chorvatsko 1:11 (1:3, 0:4, 0:4)
8. dubna 1999 – Eindhoven
 Nizozemsko -  Čína 8:0 (3:0, 4:0, 1:0)
8. dubna 1999 – Tilburg

### Skupina B
|    |          | ROM | LIT | KOR | V | R | P | Skóre | B |
| 1. | Rumunsko | *** | 5:2 | 8:3 | 2 | 0 | 0 | 13:5  | 4 |
| 2. | Litva    | 2:5 | *** | 4:4 | 0 | 1 | 1 | 6:9   | 1 |
| 3. | Korea    | 3:8 | 4:4 | *** | 0 | 1 | 1 | 7:12  | 1 |

- Jugoslávie se nezúčastnila, neboť jim nebyla udělena vstupní víza kvůli válečnému konfliktu v Kosovu.

 Rumunsko -  Korejská republika 8:3 (3:1, 0:2, 5:0)
5. dubna 1999 – Tilburg
 Litva -  Korejská republika 4:4 (1:3, 3:1, 0:0)
7. dubna 1999 – Eindhoven
 Rumunsko -  Litva 5:2 (1:1, 3:0, 1:1)
8. dubna 1999 – Eindhoven

### Finále
|    |            | NED  | ROM  | LIT  | CHN  | V | R | P | Skóre | B |
| 1. | Nizozemsko | ***  | 9:1  | 6:1  | 8:0* | 3 | 0 | 0 | 23:2  | 6 |
| 2. | Rumunsko   | 1:9  | ***  | 5:2* | 10:2 | 2 | 0 | 1 | 16:13 | 4 |
| 3. | Litva      | 1:6  | 2:5* | ***  | 4:4  | 0 | 1 | 2 | 7:15  | 1 |
| 4. | Čína       | 0:8* | 2:10 | 4:4  | ***  | 0 | 1 | 2 | 6:22  | 1 |

- S hvězdičkou = zápasy započítané ze základní skupiny.

 Litva -  Nizozemsko 1:6 (0:3, 0:2, 1:1)
10. dubna 1999 – Eindhoven
 Rumunsko -  Čína 10:2 (4:0, 4:1, 2:1)
10. dubna 1999 – Tilburg
 Nizozemsko -  Rumunsko 9:1 (4:0, 3:0, 2:1)
11. dubna 1999 – Tilburg
 Čína -  Litva 4:4 (3:0, 1:4, 0:0)
11. dubna 1999 – Eindhoven

### O 5. – 7. místo
|    |            | CRO   | KOR | BUL   | V | R | P | Skóre | B |
| 5. | Chorvatsko | ***   | 5:5 | 11:1* | 1 | 1 | 0 | 16:6  | 3 |
| 6. | Korea      | 5:5   | *** | 6:5   | 1 | 1 | 0 | 11:10 | 3 |
| 7. | Bulharsko  | 1:11* | 5:6 | ***   | 0 | 0 | 2 | 6:17  | 0 |

- S hvězdičkou = zápasy započítané ze základní skupiny.

 Chorvatsko -  Korejská republika 5:5 (2:2, 1:3, 2:0)
10. dubna 1999 – Eindhoven
 Korejská republika -  Bulharsko 6:5 (1:0, 2:5, 3:0)
11. dubna 1999 – Eindhoven

## MS Skupina D

### Skupina A
|    |             | ESP  | NZL  | GRE | V | R | P | Skóre | B |
| 1. | Španělsko   | ***  | 24:1 | 6:0 | 2 | 0 | 0 | 30:1  | 4 |
| 2. | Nový Zéland | 1:24 | ***  | 3:1 | 1 | 0 | 1 | 4:25  | 2 |
| 3. | Řecko       | 0:6  | 1:3  | *** | 0 | 0 | 2 | 1:9   | 0 |

 Řecko -  Španělsko 0:6 (0:3, 0:2, 0:1)
14. dubna 1999 – Krugersdorp
 Nový Zéland -  Řecko 3:1 (2:1, 0:0, 1:0)
15. dubna 1999 – Krugersdorp
 Španělsko -  Nový Zéland 24:1 (14:0, 3:1, 7:0)
16. dubna 1999 – Krugersdorp

### Skupina B
|    |           | AUS  | RSA  | TUR  | V | R | P | Skóre | B |
| 1. | Austrálie | ***  | 6:1  | 20:1 | 2 | 0 | 0 | 26:2  | 4 |
| 2. | JAR       | 1:6  | ***  | 18:1 | 1 | 0 | 1 | 19:7  | 2 |
| 3. | Turecko   | 1:20 | 1:18 | ***  | 0 | 0 | 2 | 2:38  | 0 |

 Turecko -  Austrálie 1:20 (0:8, 1:3, 0:9)
14. dubna 1999 – Krugersdorp
 JAR -  Turecko 18:1 (5:1, 6:0, 7:0)
15. dubna 1999 – Krugersdorp
 Austrálie -  JAR 6:1 (4:1, 1:0, 1:0)
16. dubna 1999 – Krugersdorp

### Skupina C
|    |        | ISR  | BEL  | ISL  | V | R | P | Skóre | B |
| 1. | Izrael | ***  | 6:2  | 11:0 | 2 | 0 | 0 | 17:2  | 4 |
| 2. | Belgie | 2:6  | ***  | 14:0 | 1 | 0 | 1 | 16:6  | 2 |
| 3. | Island | 0:11 | 0:14 | ***  | 0 | 0 | 2 | 0:25  | 0 |

 Island -  Izrael 0:11 (0:5, 0:4, 0:2)
14. dubna 1999 – Krugersdorp
 Belgie -  Island 14:0 (2:0, 7:0, 5:0)
15. dubna 1999 – Krugersdorp
 Izrael -  Belgie 6:2 (3:0, 2:1, 1:1)
16. dubna 1999 – Krugersdorp

### Finále
|    |           | ESP | ISR | AUS | V | R | P | Skóre | B |
| 1. | Španělsko | *** | 3:3 | 5:3 | 1 | 1 | 0 | 8:6   | 3 |
| 2. | Izrael    | 3:3 | *** | 2:0 | 1 | 1 | 0 | 5:3   | 3 |
| 3. | Austrálie | 3:5 | 0:2 | *** | 0 | 0 | 2 | 3:7   | 0 |

 Austrálie -  Izrael 0:2 (0:1, 0:0, 0:1)
18. dubna 1999 – Krugersdorp
 Izrael -  Španělsko 3:3 (0:0, 2:2, 1:1)
19. dubna 1999 – Krugersdorp
 Španělsko -  Austrálie 5:3 (2:0, 2:2, 1:1)
20. dubna 1999 – Krugersdorp

### O 4. – 6. místo
|    |             | BEL  | RSA | NZL  | V | R | P | Skóre | B |
| 4. | Belgie      | ***  | 6:1 | 10:2 | 2 | 0 | 0 | 16:3  | 4 |
| 5. | JAR         | 1:6  | *** | 4:1  | 1 | 0 | 1 | 5:7   | 2 |
| 6. | Nový Zéland | 2:10 | 1:4 | ***  | 0 | 0 | 2 | 3:14  | 0 |

 JAR -  Belgie 1:6 (0:0, 1:5, 0:1)
18. dubna 1999 – Krugersdorp
 Belgie -  Nový Zéland 10:2 (4:0, 1:2, 5:0)
19. dubna 1999 – Krugersdorp
 Nový Zéland -  JAR 1:4 (0:1, 1:1, 0:2)
20. dubna 1999 – Krugersdorp

### O 7. – 9. místo
|    |         | TUR | GRE | ISL | V | R | P | Skóre | B |
| 7. | Turecko | *** | 3:1 | 2:3 | 1 | 0 | 1 | 5:4   | 2 |
| 8. | Řecko   | 1:3 | *** | 8:6 | 1 | 0 | 1 | 9:9   | 2 |
| 9. | Island  | 3:2 | 6:8 | *** | 1 | 0 | 1 | 9:10  | 2 |

 Turecko -  Island 2:3 (1:1, 1:1, 0:1)
18. dubna 1999 – Krugersdorp
 Island -  Řecko 6:8 (2:2, 2:2, 2:4)
19. dubna 1999 – Krugersdorp
 Řecko -  Turecko 1:3 (0:1, 0:1, 1:1)
20. dubna 1999 – Krugersdorp